# Eedschrud (Verwaltungsbezirk)
Eedschrud (persisch شهرستان ایجرود) ist ein Schahrestan in der Provinz Zandschan im Iran. Er enthält die Stadt Zarrinabad, welche die Hauptstadt des Verwaltungsbezirks ist. 

## Demografie
Bei der Volkszählung 2016 betrug die Einwohnerzahl des Schahrestan 36.641. Die Alphabetisierung lag bei 75 Prozent der Bevölkerung. Knapp 9 Prozent der Bevölkerung lebten in urbanen Regionen.
| Zensusjahr | Einwohnerzahl |
| ---------- | ------------- |
| 2011       | 38.416        |
| 2016       | 36.641        |